# Tlaga (Gumelar)
Tlaga is een bestuurslaag in het regentschap Banyumas van de provincie Midden-Java, Indonesië. Tlaga telt 3287 inwoners (volkstelling 2010).